# Johann Jacobé

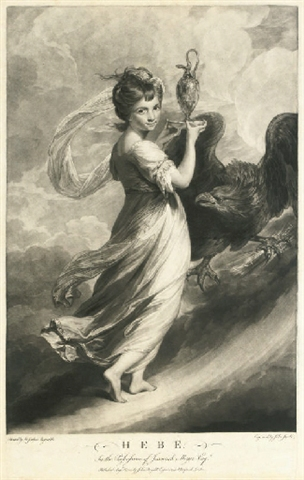
„Hebe“ nach Joshua Reynolds

Johann Jacobé (* 1733 in Wien; † 24. Juli 1797 ebenda) war ein österreichischer Kupferstecher, Schüler von Jacob Matthias Schmutzer, Professor an der 1768 gegründeten k. k. Zeichnungs- und Kupferstecherakademie in Wien. Er beschäftigte sich hauptsächlich mit der Schabkunst (Mezzotinto). Er war eine Zeit lang in London tätig.